# Pontuszi tölgy
A pontuszi tölgy (Quercus pontica) a bükkfavirágúak (Fagales) közé tartozó tölgy nemzetség egyik faja.

## Előfordulása
Kaukázus, Törökország északkeleti része, hegyvidéki erdők.

## Leírása
Terebélyes, oszlopos, 6 méter magas, lombhullató fafaj. Kérge szürke, vörösesbarna, gyengén pikkelyes, idővel érdesebb lesz.
Levelei visszástojásdadok, 15 cm hosszúak, 10 cm szélesek, elkeskenyedő vállúak, vaskos nyelűek. Sűrű, párhuzamos oldalereik a hegyes fogak csúcsához futnak. Felszínük világoszöld, sima, fonákjuk kékeszöld. Lombfakadáskor szőrösek, ősszel sárgásbarnára színeződnek.
A virágok tavasz végén nyílnak, a porzós barkák sárgászöldek, nagyon hosszúak, lecsüngőek, a termősek kevéssé feltűnőek.
A termése 2  cm-es, feléig kupacsba zárt makk.
A kupacs szőrpikkelyekkel borított.

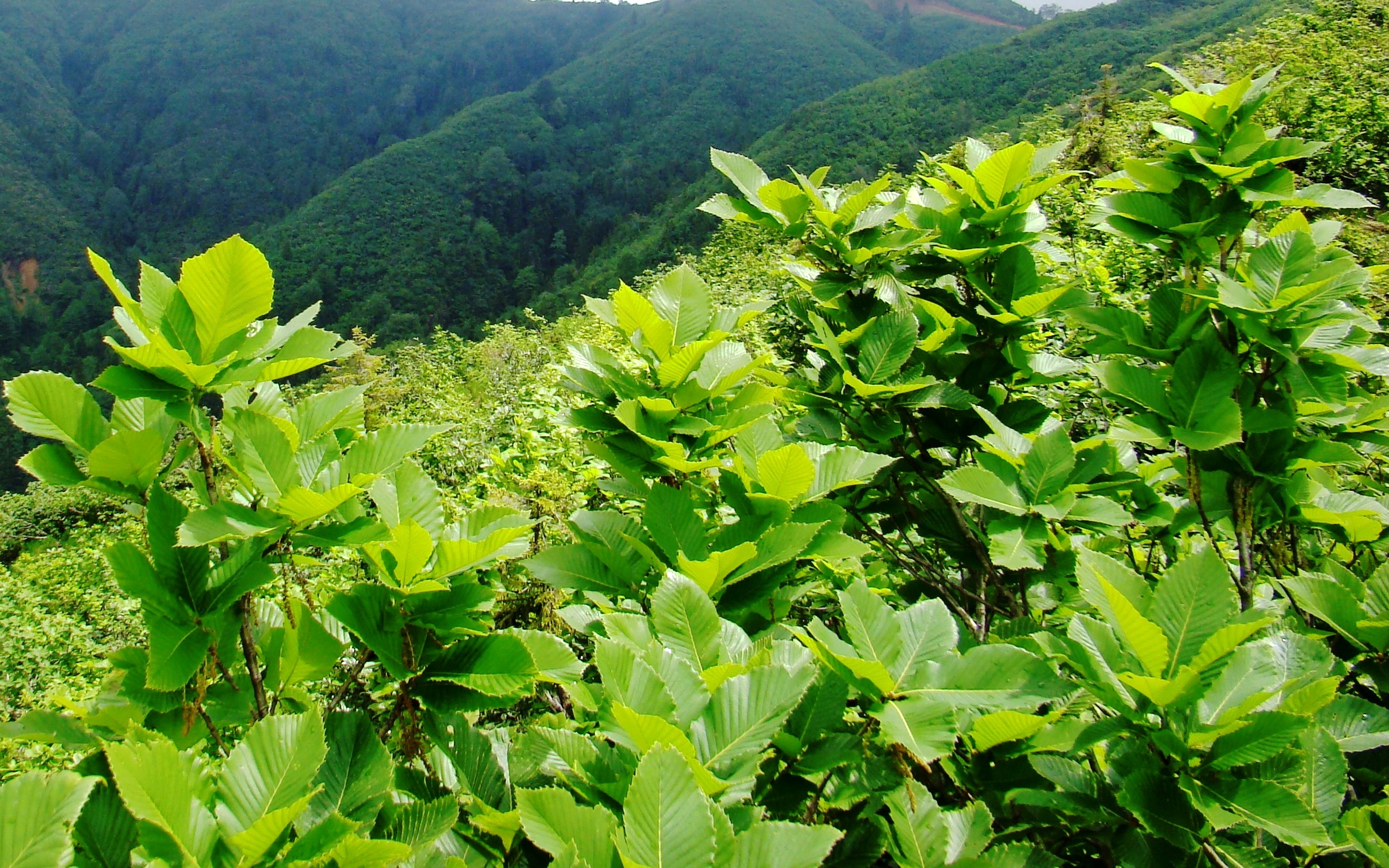
termőhelyén
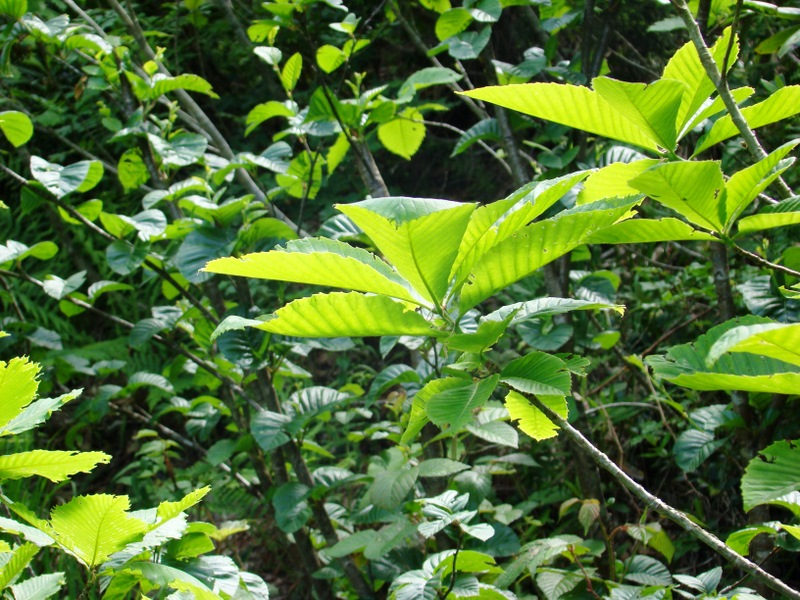
Levelei